# CNaVT
Le Certificaat Nederlands als Vreemde Taal (Certificat de néerlandais langue étrangère), abrégé CNaVT, est le diplôme de langue officiel et international de néerlandais.  Il se décline en cinq niveaux différents alignés sur le Cadre européen commun de référence pour les langues (CECR).  Il est dirigé par l'université catholique de Louvain (Belgique). Il est organisé avec le soutien de l'Union de la langue néerlandaise.

## Les Niveaux
- Le PTIT - Profil de compétence linguistique touristique et informel.
- Le PMT - Profil de compétence linguistique social.
- Le PPT - Profil de compétence linguistique  professionnel.
- L'Educatief Startbekwaam[1] (jusqu'à 2015 PTHO) - Profil de compétence linguistique enseignement supérieur.
- L'Educatief Professioneel[2] (jusqu'à 2015 PAT) - Profil de compétence linguistique académique et professionnel.

Les profils passés  par les candidats par ordre de fréquence de 2006 à 2012 : PMT (34,7 %), PTIT (26,8 %), PTHO (20,55 %), PPT (11,09 %), PAT (7,29 %)
|                               | Public                                                                               | Compétences (définition CECR).                                                                                   | Niveau CECR | % moyen de réussite en 2011 & 2012. |
| PTIT                          | Personnes souhaitant pratiquer dans le cadre d'activités touristiques.               | "descriptions, conversations simples."                                                                           | A2          | 93,5 %                              |
| PMT                           | Personnes envisageant un séjour prolongé dans un pays néerlandophone.                | "Début d'autonomie ; se débrouiller, exprimer son opinion."                                                      | B1          | 76 %                                |
| PPT                           | Personnes pratiquant le Néerlandais dans un cadre professionnel.                     | "Compréhension courante et capacité à converser ; émettre un avis, soutenir systématiquement une argumentation." | B2          | 85 %                                |
| Educatief Startbekwaam (PTHO) | Personnes souhaitant entrer dans une université ou une grande école.                 | "Compréhension courante et capacité à converser ; émettre un avis, soutenir systématiquement une argumentation." | B2          | 62 %                                |
| Educatief Professioneel (PAT) | Personnes se destinant à l'enseignement du Néerlandais ou à une fonction académique. | "s'exprimer spontanément et couramment, assez bonne maîtrise."                                                   | C1          | 39 %                                |

## Déroulement des épreuves
Le CNaVT ne diffuse ni livre, ni méthode d'apprentissage dont le choix est laissé aux enseignants.  Les candidats peuvent s'inscrire jusqu'à mi-mars.  Les épreuves ont lieu une fois par an, en mai.  Les copies d'examens sont envoyées à l'Université de Louvain pour correction.  Les résultats sont remis en juillet.  Les candidats ayant réussi reçoivent un certificat.
L'examen se compose de trois parties : 
- partie A : épreuves d'écoute avec 2 exercices.
- partie B : épreuves de rédaction  3 exercices (sauf PTIT avec 4 exercices).
- partie C : épreuves orales avec 2 exercices.  Les candidats sont enregistrés et leur prestation est évaluée à l'université de Louvain.

Les candidats peuvent utiliser un dictionnaire pendant les épreuves d'écoute et de rédaction, mais pas à l'oral.
|                         | Écoute | Écrit  | Oral   | Durée approximative |
| PTIT                    | 17 min | 1 h 15 | 16 min | 2 h 00              |
| PMT                     | 56 min | 1 h 40 | 12 min | 2 h 50              |
| PPT                     | 1 h 00 | 1 h 40 | 16 min | 3 h 00              |
| Educatief Startbekwaam  | 1 h 15 | 1 h 55 | 20 min | 3 h 30              |
| Educatief Professioneel | 1 h 25 | 1 h 45 | 20 min | 3 h 30              |

## Le CNaVT dans le monde
|              | 2006  | 2007  | 2008  | 2009  | 2010  | 2011  | 2012  | 2013  | 2014  |
| Candidats    | 2 470 | 2 062 | 2 416 | 2 303 | 2 602 | 2 737 | 2 519 | 2 400 | 2 393 |
| Institutions |       |       |       |       |       | 208   | 197   | 206   | 198   |
| Pays         |       |       |       |       |       | 38    | 44    | 47    | 48    |

Liste des pays où ont eu lieu les épreuves du CNaVT en 2013 : Afrique du Sud, Allemagne, Aruba, Australie, Belgique, Bulgarie, Bielorussie, Brésil, Cambodge, Chine, Chypre, Corée du sud, Croatie, Curacao, Égypte, Espagne, Émirats arabes unis, Finlande, France, Géorgie, Ghana, Grèce, Hongrie, Inde, Indonésie, Irlande, Italie, Japon, Maroc, Népal, Pays Bas, Pérou, Pologne, Portugal, République Tchèque, Roumanie, Russie, Royaume-Uni, Sint Marteen, Sénégal, Singapour,Slovaquie, Slovénie, Suisse, Turquie, Ukraine, USA, Zambie. 
Les 10 pays qui ont eu le plus de candidats au CNaVT en 2013 : 1. Belgique (583) 2. Pologne (323) 3. Allemagne (212) 4. Grèce (159) 5. Indonésie (138) 6. République Tchèque (120) 7. Russie (108) 8. Hongrie (100) 9. Pays Bas (61) 10. Espagne (53)

### Le CNaVT en France
En 2013, 41 personnes ont passé le CNaVT dans 5 institutions différentes : l'Université Charles de Gaulle (UFR de LEA & FCEP), l' Université de Strasbourg, l'Institut néerlandais, la Maison du Néerlandais à Bailleul, l'Insup Pays de Born, l'École néerlandaise de Côte d'Azur.
|                 | 2011 | 2012 | 2013 |
| PTIT            | 1    | 5    | 20   |
| PMT             | 3    | 4    | 16   |
| PPT             | 2    | 6    | 1    |
| PTHO            | 3    | 3    | 4    |
| PAT             | 1    | 3    |      |
| Total Candidats | 10   | 21   | 41   |

### Le CNaVT en Belgique
La Belgique est le pays qui compte le plus de candidats au CNaVT. En 2012, 569 personnes, soit 22,5 % des candidats au CNaVT, l'ont passé dans ce pays.  En 2012, les épreuves se sont déroulées dans 43 établissements.
|                 | 2011 | 2012 | 2013 |
| PTIT            | 62   | 48   | 33   |
| PMT             | 118  | 124  | 123  |
| PPT             | 31   | 53   | 53   |
| PTHO            | 349  | 328  | 363  |
| PAT             | 31   | 16   | 11   |
| Total Candidats | 591  | 569  | 583  |

## Reconnaissance officielle
Aux Pays-Bas, les personnes ayant obtenu le PMT, le PPT, le PTHO ou le PAT sont dispensées des épreuves de langues lors des examens à l'intégration ou lors des tests à passer pour être naturalisé.
En Flandre (Belgique) et aux Pays Bas, dans de nombreuses universités et grandes écoles, les étudiants étrangers ayant obtenu le PTHO et le PAT sont dispensés d'épreuves de néerlandais pour pouvoir s'inscrire.
En Flandre (Belgique), dans le secteur de l'éducation, un diplôme obtenu dans une institution reconnue par le CNaVT peut être présenté comme preuve d'un niveau de langue suffisant pour pouvoir exercer dans ce secteur.